# Comuna Laslea, Sibiu
Laslea este o comună în județul Sibiu, Transilvania, România, formată din satele Florești, Laslea (reședința), Mălâncrav, Nou Săsesc și Roandola.

## Istoric
În anul 1923, comuna se numea Laslea Mare și avea 1.246 locuitori . Din punct de vedere administrativ, aparținea de plasa Sighișoara din Județul Târnava-Mare (interbelic).
În anul 1930, comuna avea 1.262 locuitori , dintre care 863 sași, 374 români și 1 rom.
În anul 1966 comuna aparținea de Raionul Sibiu, iar populația a crescut la 1.520 de persoane, comuna având atunci în componență satele numite acum Roandola, Nou Săsesc și Florești.

## Demografie
Componența etnică a comunei Laslea
     Români (56,71%)
     Romi (25,45%)
     Germani (5,81%)
     Alte etnii (0,61%)
     Necunoscută (11,42%)
Componența confesională a comunei Laslea
     Ortodocși (74,58%)
     Evanghelici luterani (4,16%)
     Penticostali (3,71%)
     Adventiști (2,42%)
     Evanghelici augustani (1,29%)
     Baptiști (1,19%)
     Alte religii (1,03%)
     Necunoscută (11,61%)
Conform recensământului efectuat în 2021, populația comunei Laslea se ridică la 3.100 de locuitori, în scădere față de recensământul anterior din 2011, când fuseseră înregistrați 3.327 de locuitori. Majoritatea locuitorilor sunt români (56,71%), cu minorități de romi (25,45%) și germani (5,81%), iar pentru 11,42% nu se cunoaște apartenența etnică. Din punct de vedere confesional, majoritatea locuitorilor sunt ortodocși (74,58%), cu minorități de evanghelici luterani (4,16%), penticostali (3,71%), adventiști (2,42%), evanghelici augustani (1,29%) și baptiști (1,19%), iar pentru 11,61% nu se cunoaște apartenența confesională.

## Politică și administrație
Comuna Laslea este administrată de un primar și un consiliu local compus din 13 consilieri. Primarul, Ioan Onea[*], de la Partidul Social Democrat, este în funcție din 2008. Începând cu alegerile locale din 2024, consiliul local are următoarea componență pe partide politice:
|  | Partid                    | Consilieri | Componența Consiliului | Componența Consiliului | Componența Consiliului | Componența Consiliului | Componența Consiliului | Componența Consiliului | Componența Consiliului |
|  | ------------------------- | ---------- | ---------------------- | ---------------------- | ---------------------- | ---------------------- | ---------------------- | ---------------------- | ---------------------- |
|  | Partidul Social Democrat  | 7          |                        |                        |                        |                        |                        |                        |                        |
|  | Partidul Național Liberal | 4          |                        |                        |                        |                        |                        |                        |                        |
|  | Alianța Dreapta Unită     | 2          |                        |                        |                        |                        |                        |                        |                        |

## Primarii comunei
- 1996[11] - 2000 - Rus Pompei, de la PDAR
- 2000[12] - 2004 - Lazăr Iulian, de la CDR
- 2004[13] - 2008 - Serb Gheorghe, Independent
- 2008[14] - 2012 - Onea Ioan, de la PSD
- 2012[15] - 2016 - Onea Ioan, de la USL
- 2016[16] - 2020 - Onea Ioan, de la PSD

## Vezi și
- Biserica fortificată din Laslea
- Biserica evanghelică din Florești
- Biserica fortificată din Mălâncrav
- Biserica evanghelică din Roandola
- Podișul Hârtibaciului (arie de protecție specială avifaunistică)
- Sighișoara - Târnava Mare (sit de importanță comunitară)

## Imagini

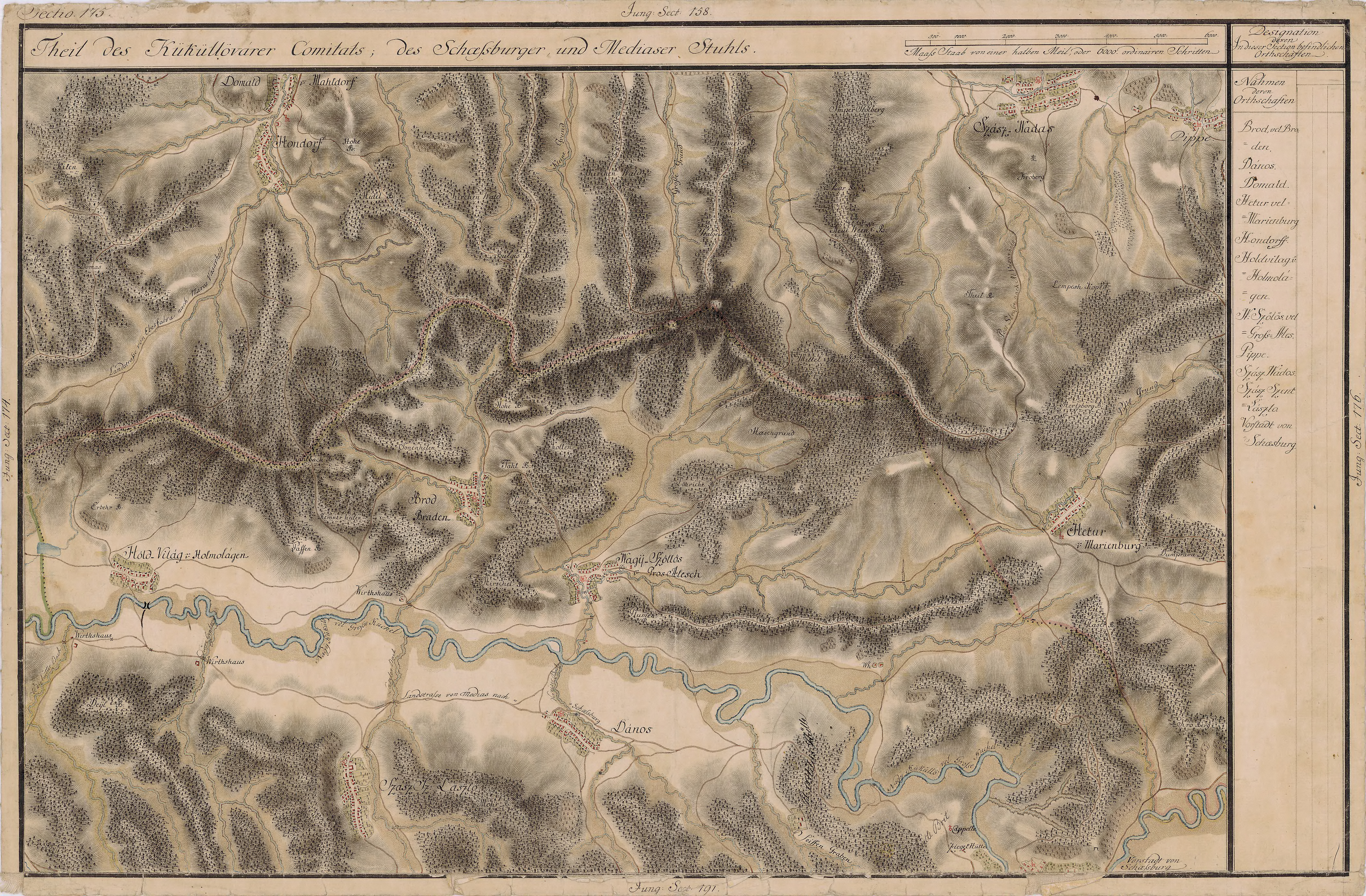
Laslea în Harta Iosefină a Transilvaniei, 1769-1773
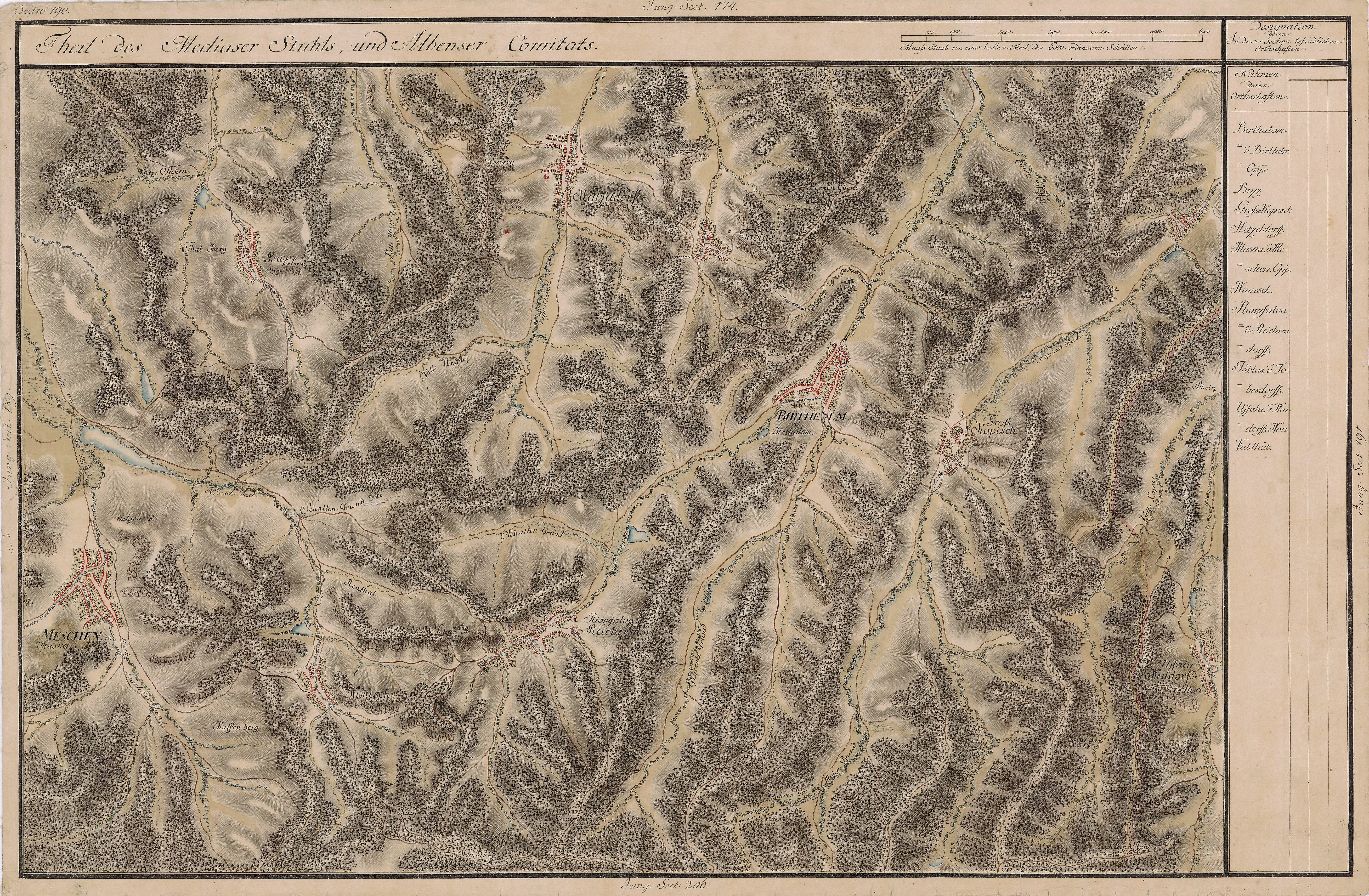
Laslea în Harta Iosefină a Transilvaniei, 1769-1773
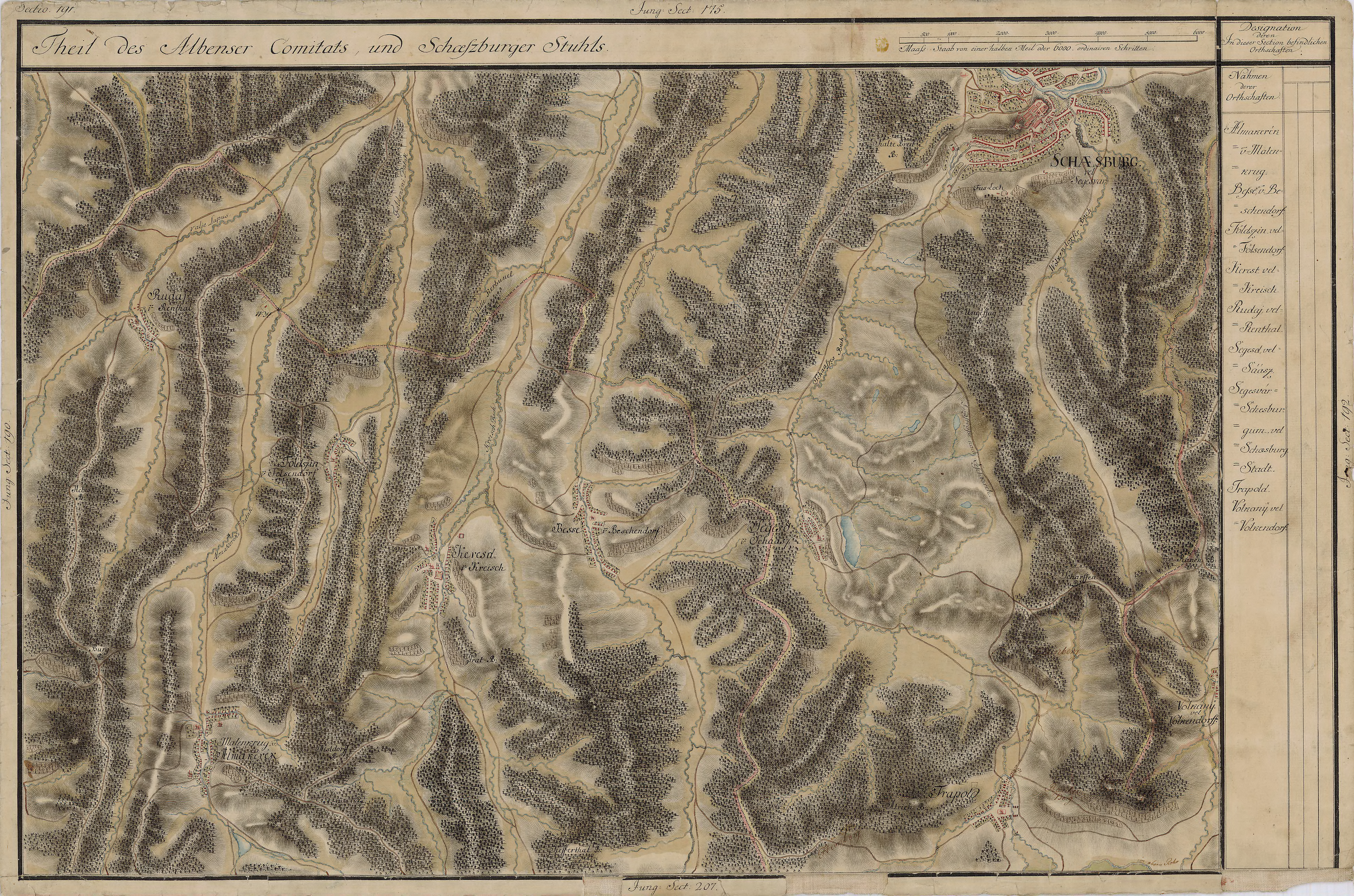
Laslea în Harta Iosefină a Transilvaniei, 1769-1773
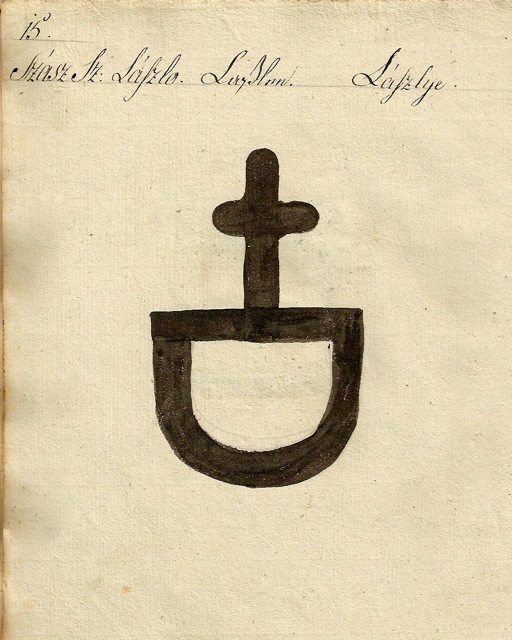
1826 - Danga pentru vitele din Laslea
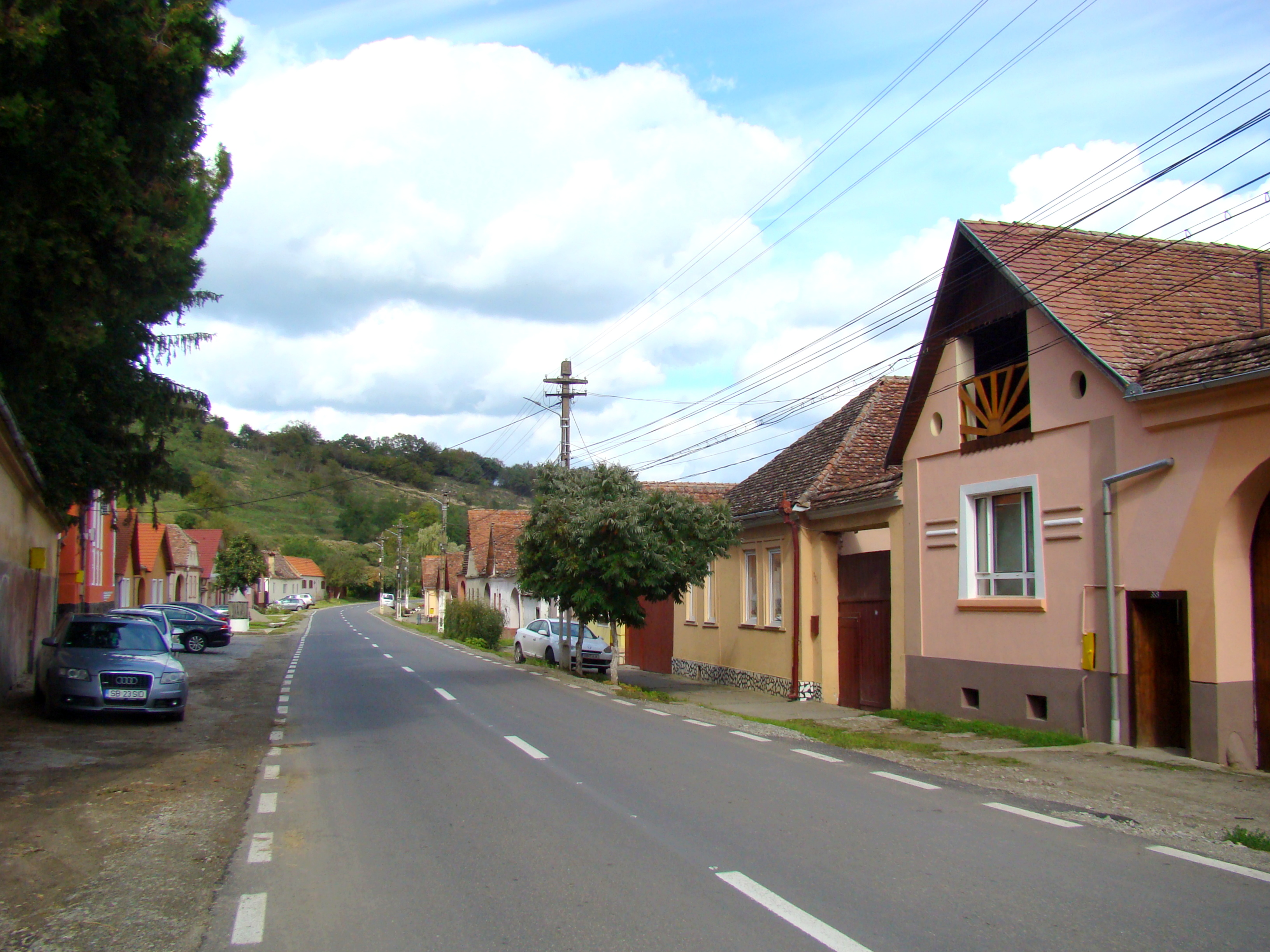
Laslea
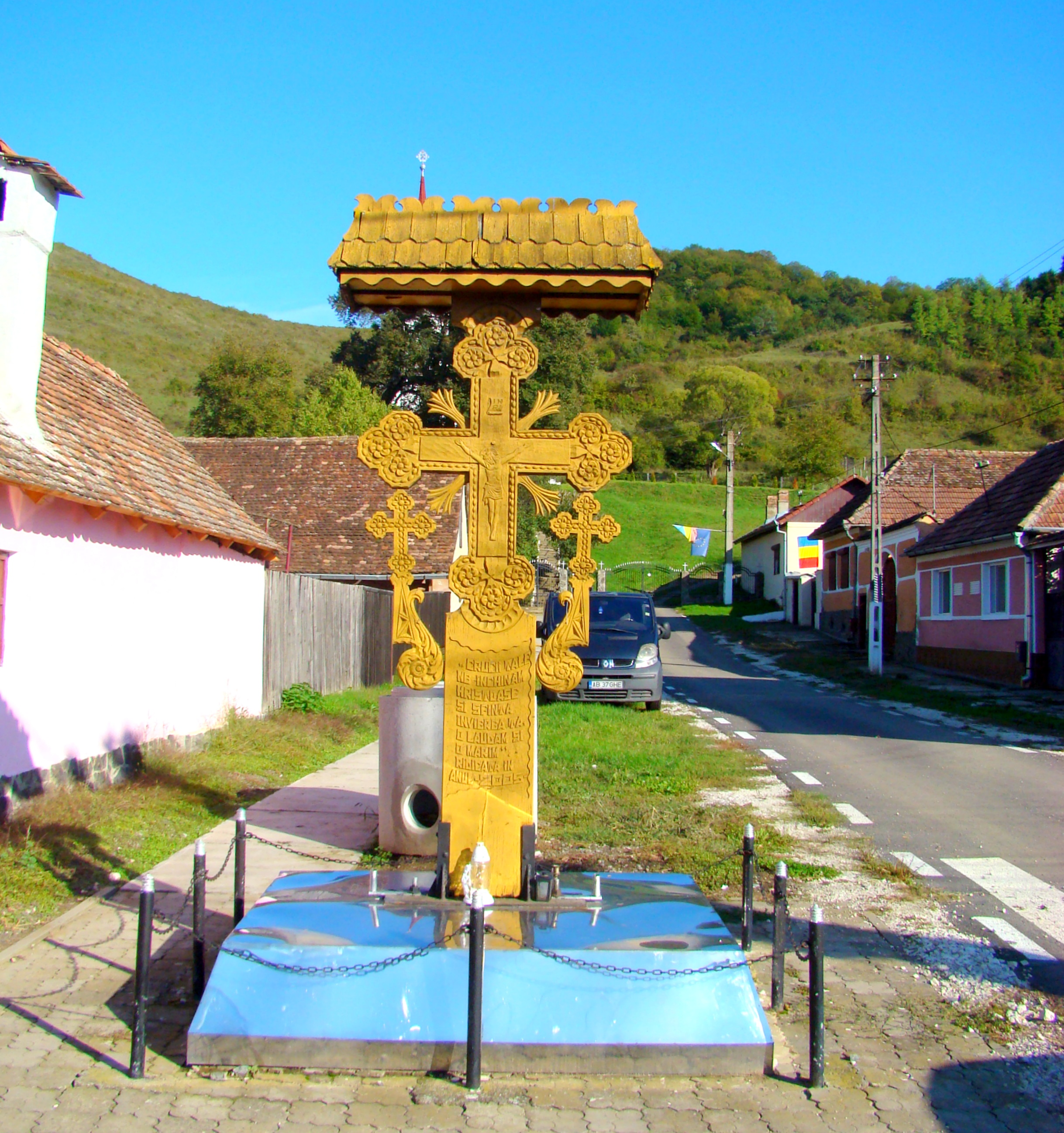
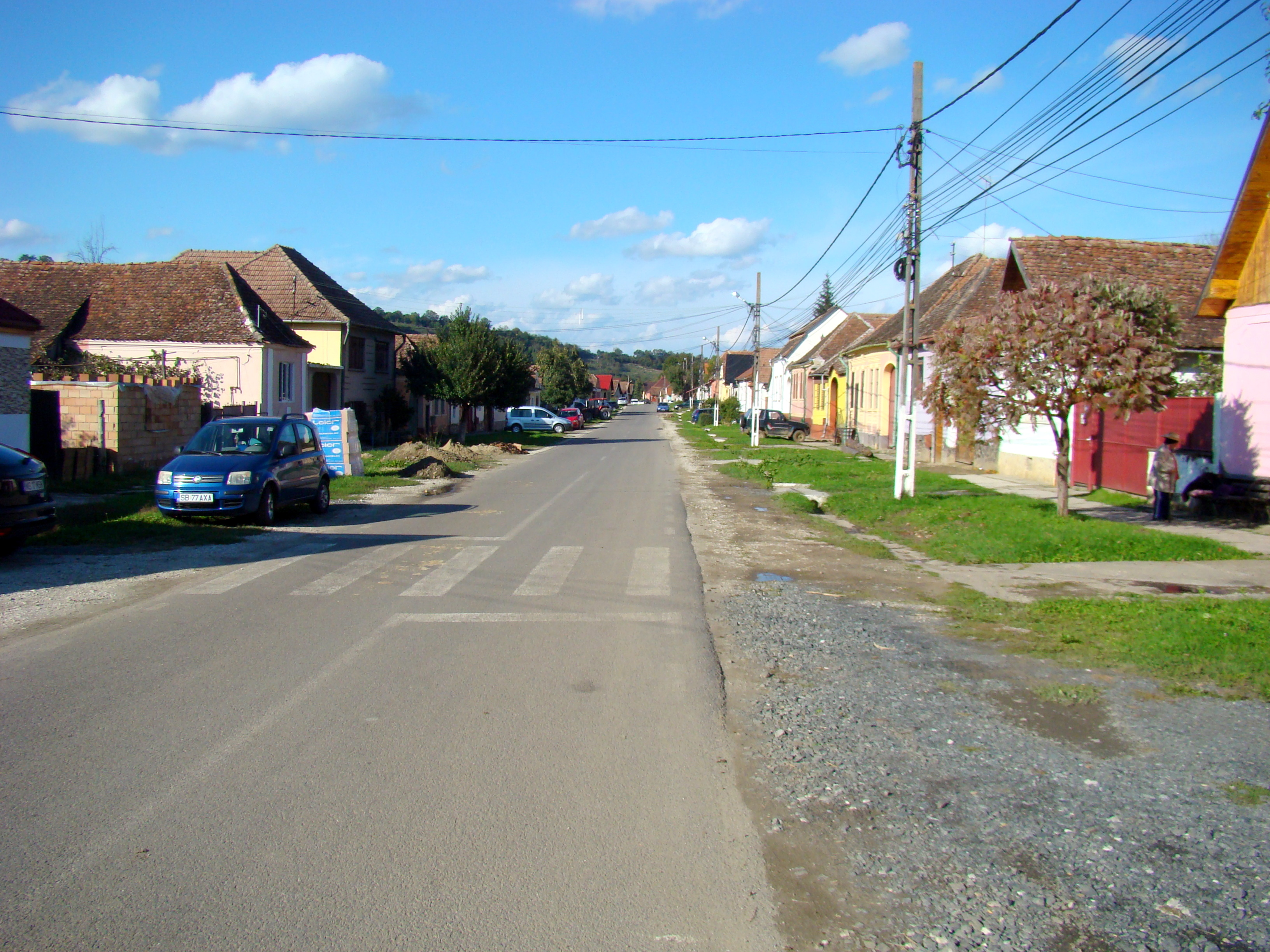
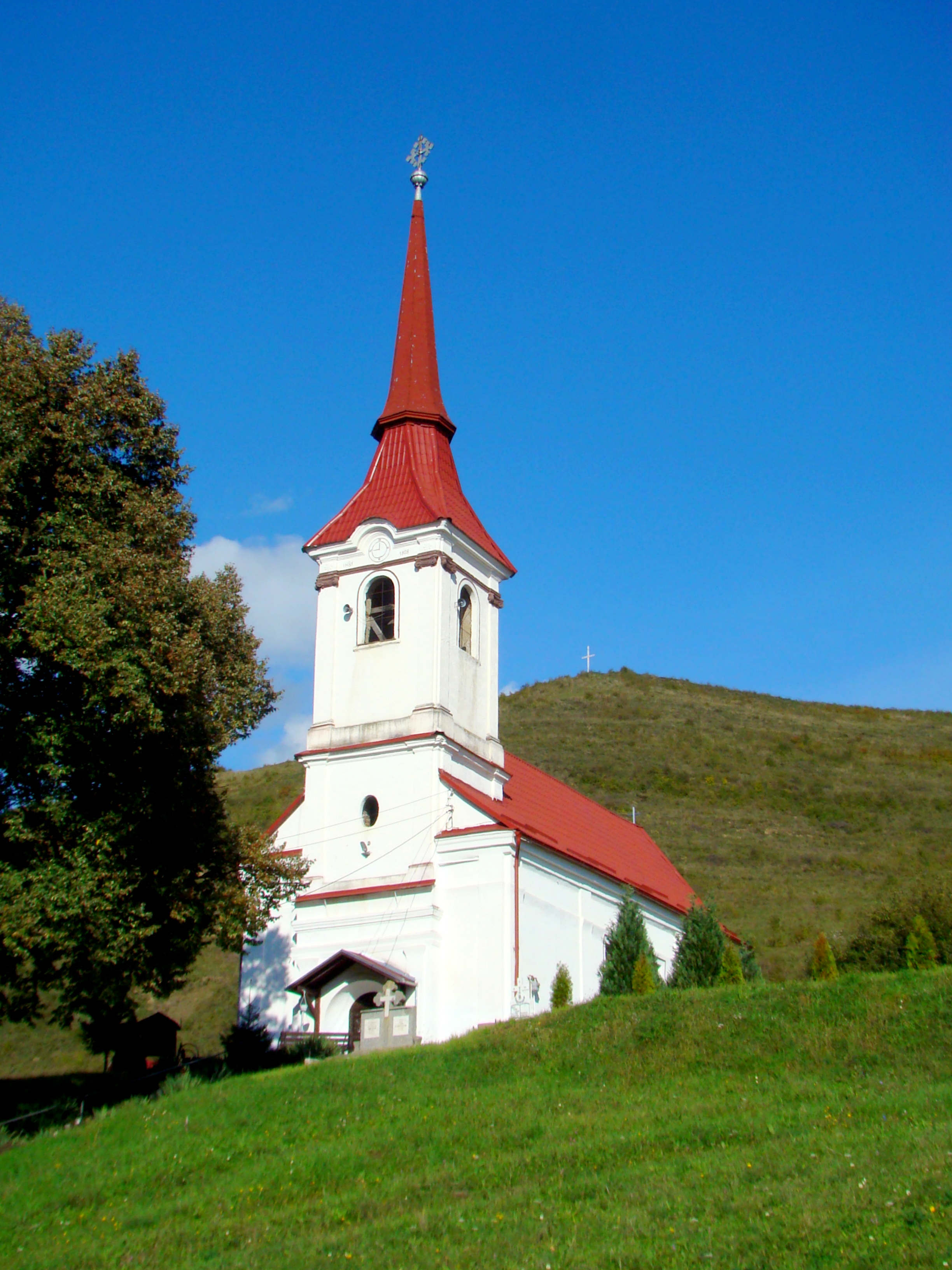
Biserica ortodoxă din Laslea
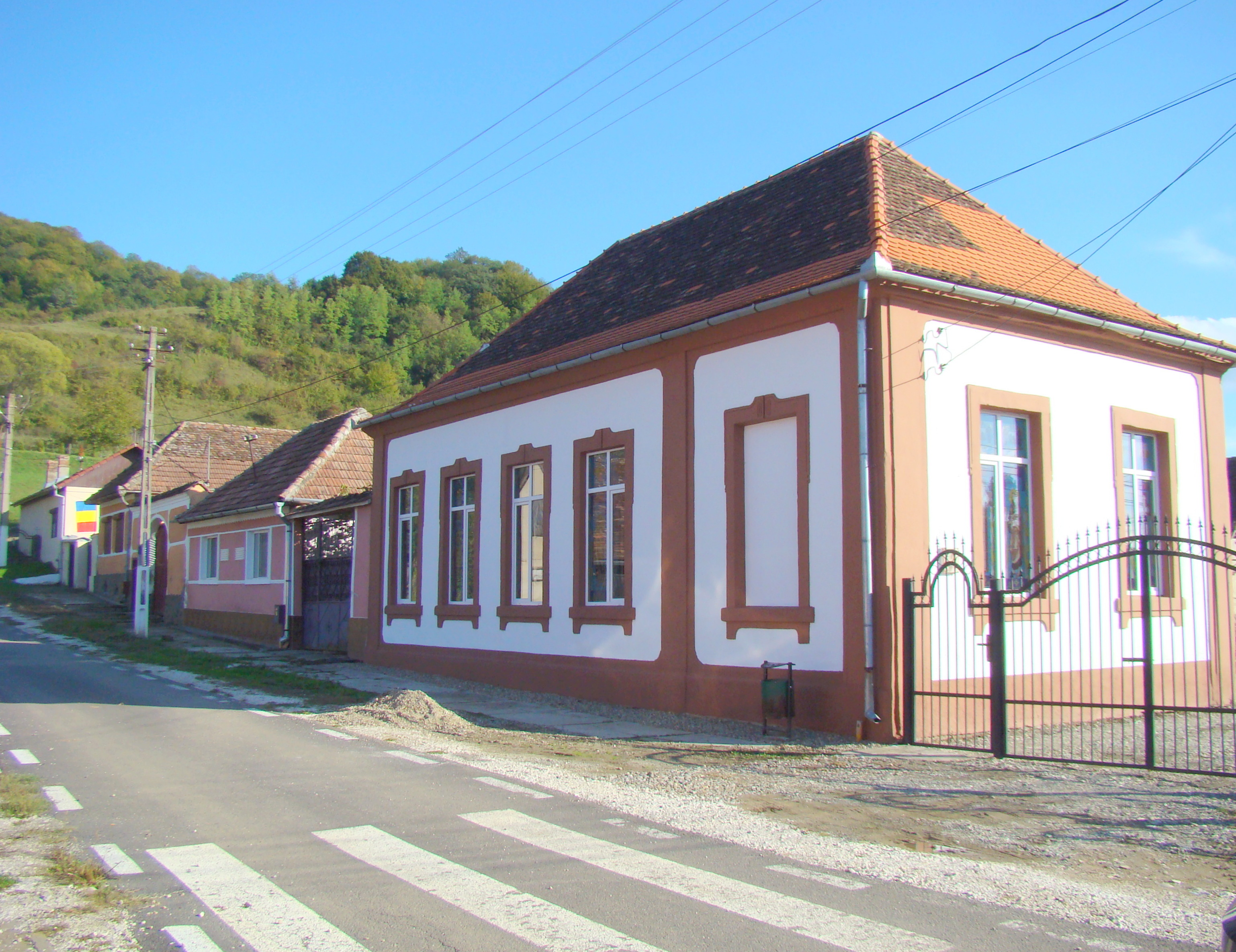
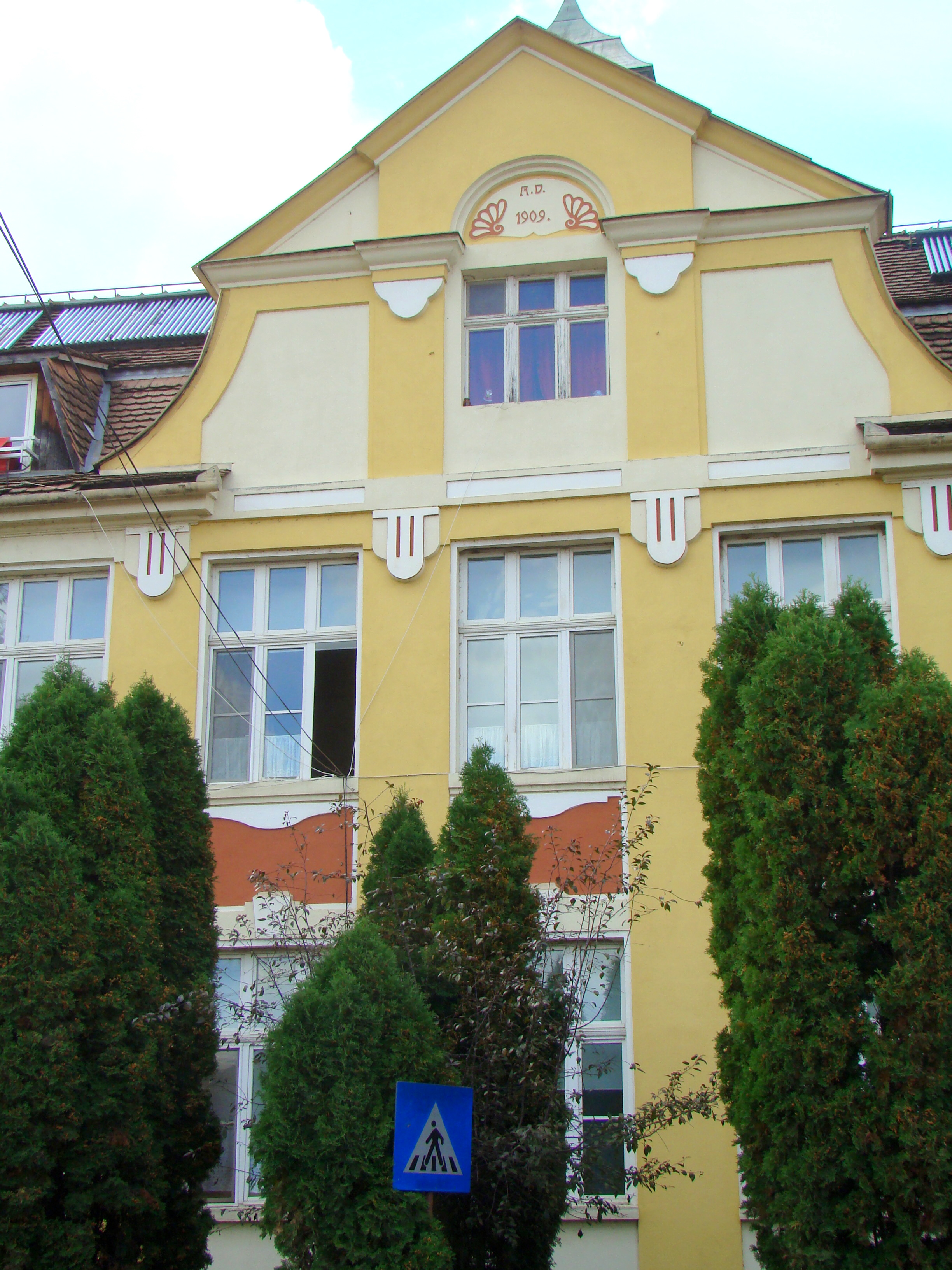
Spitalul Lukas
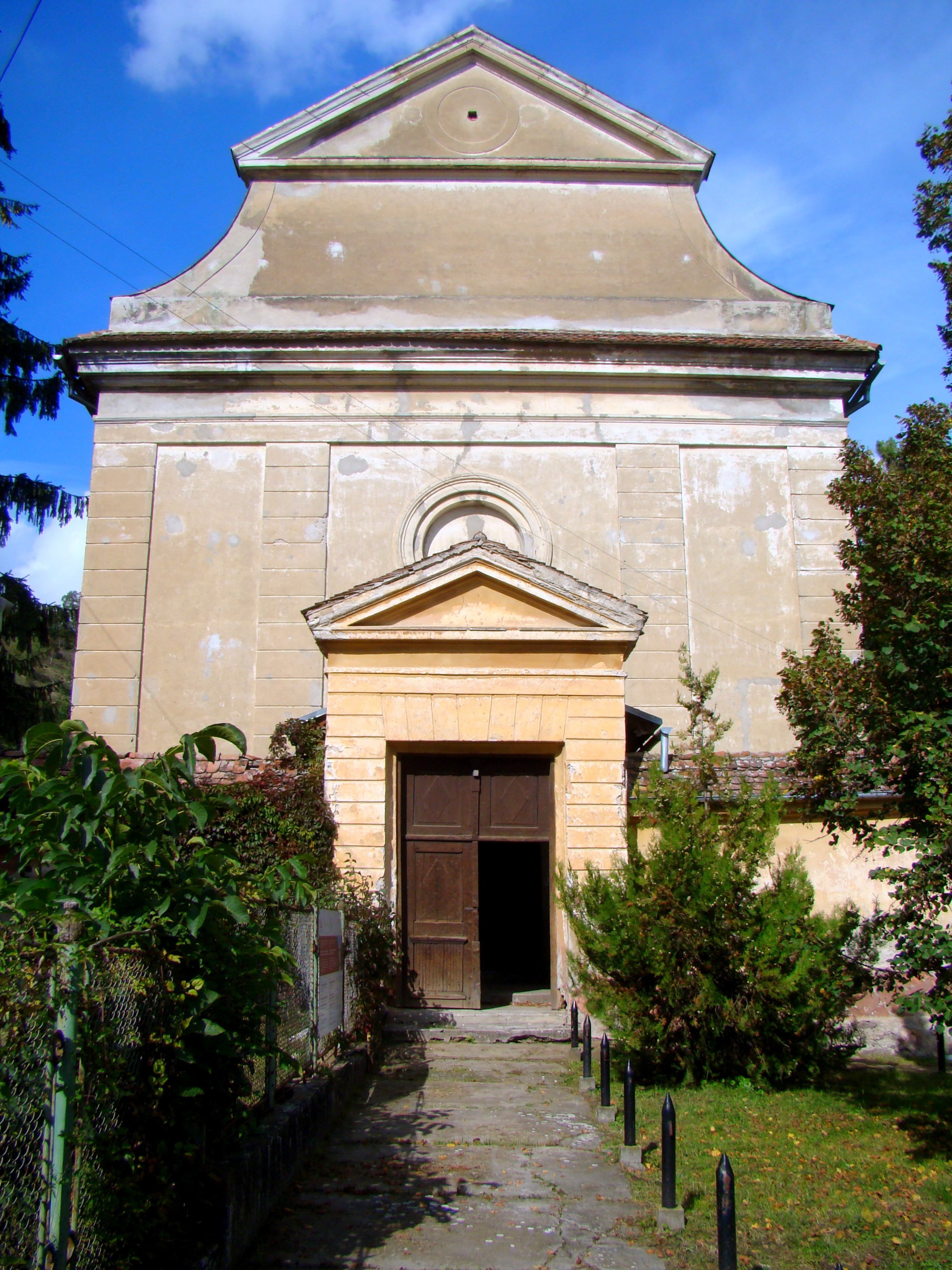
Biserica fortificată din Laslea
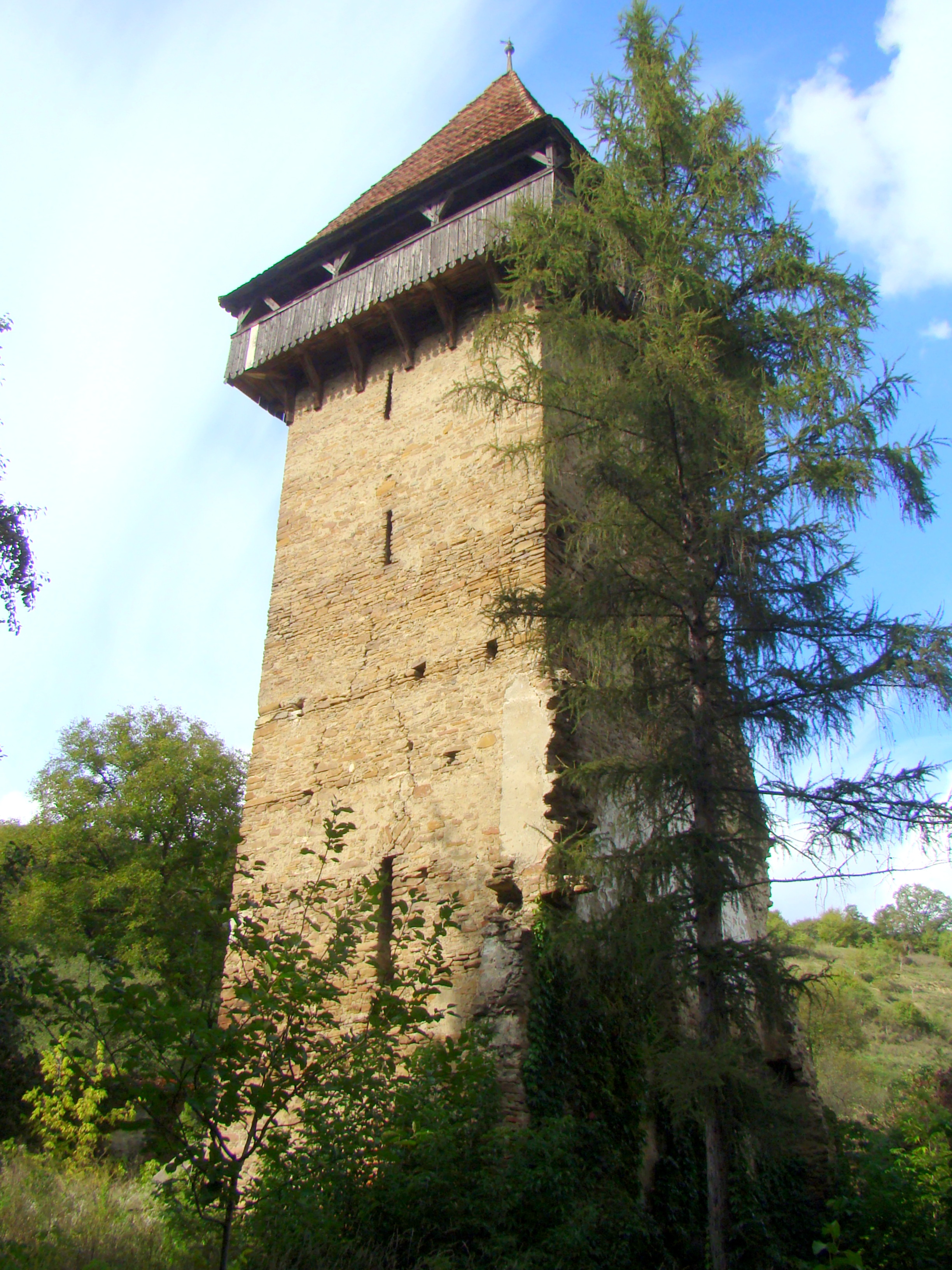
Turnul-clopotniță
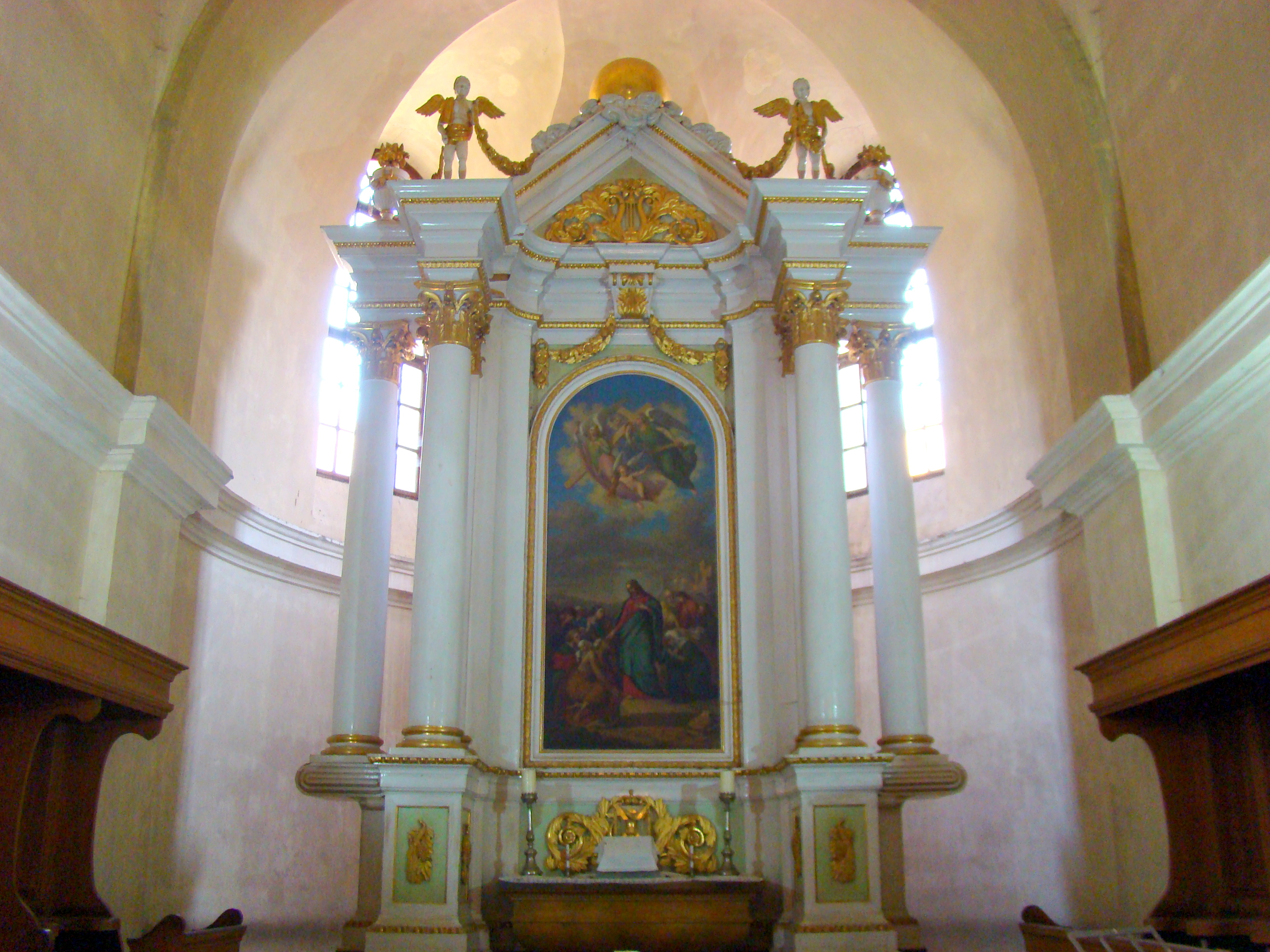
Altarul
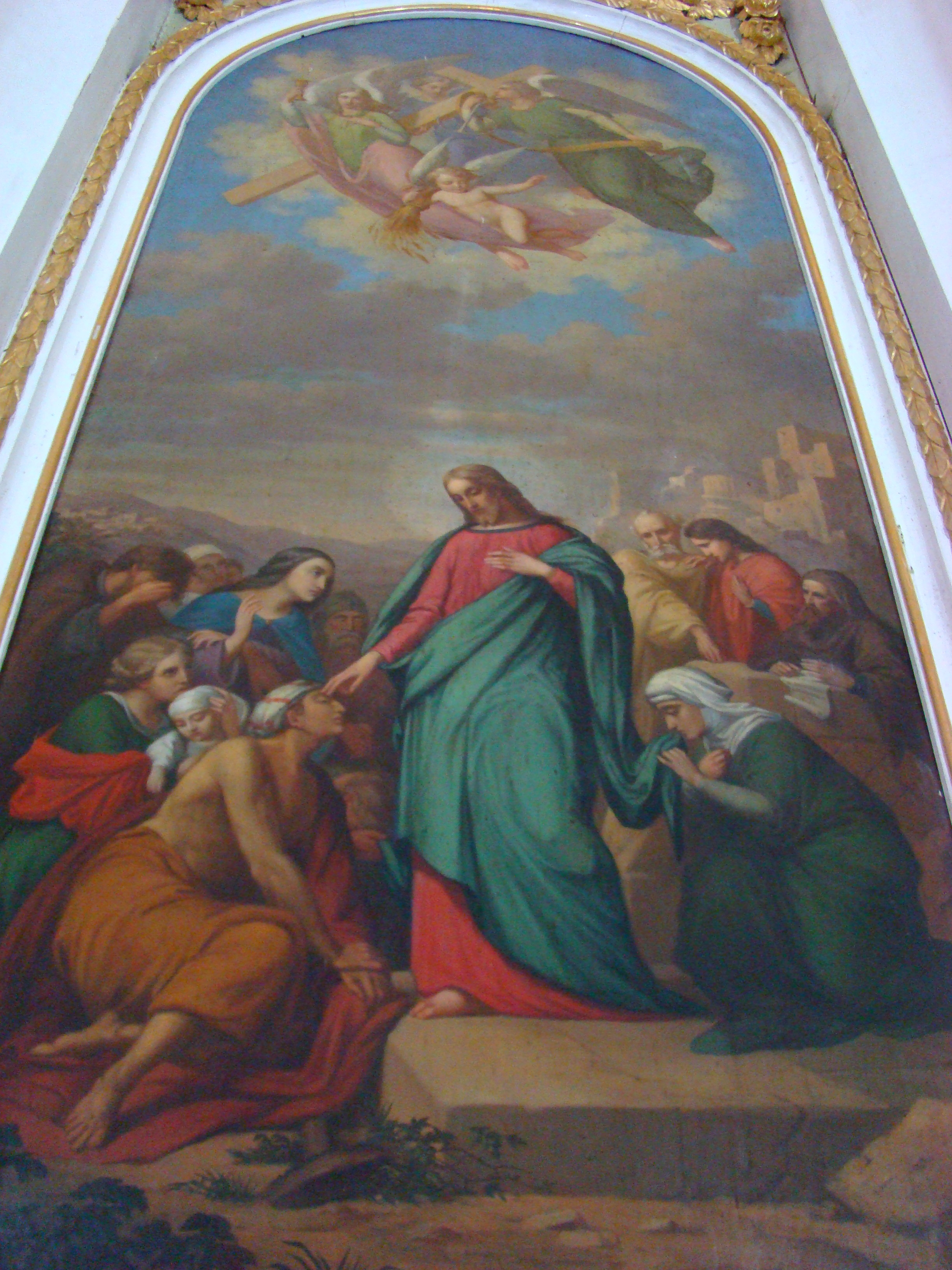
Tabloul altarului
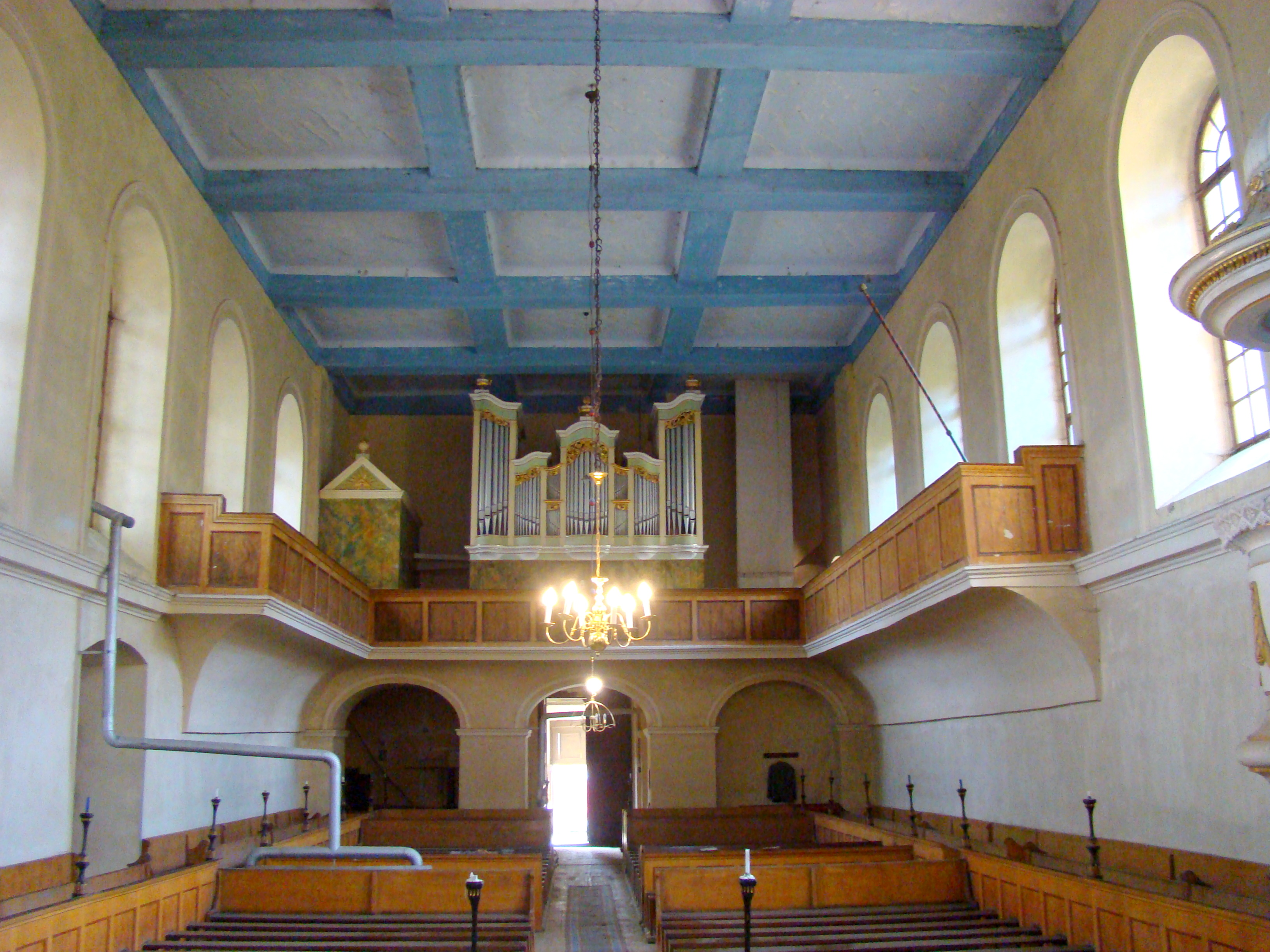
Nava spre ieșire
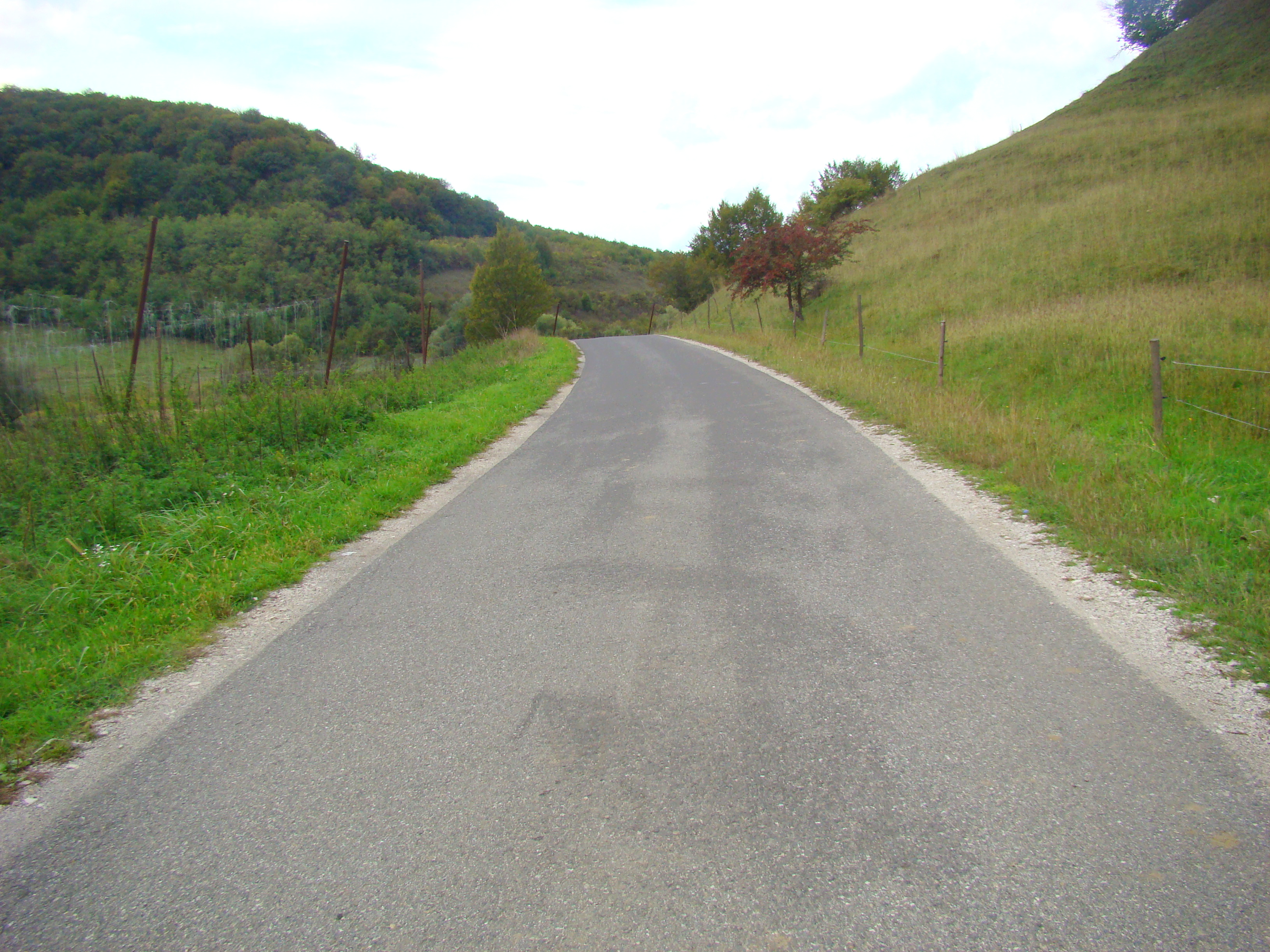
Drumul Laslea-Florești
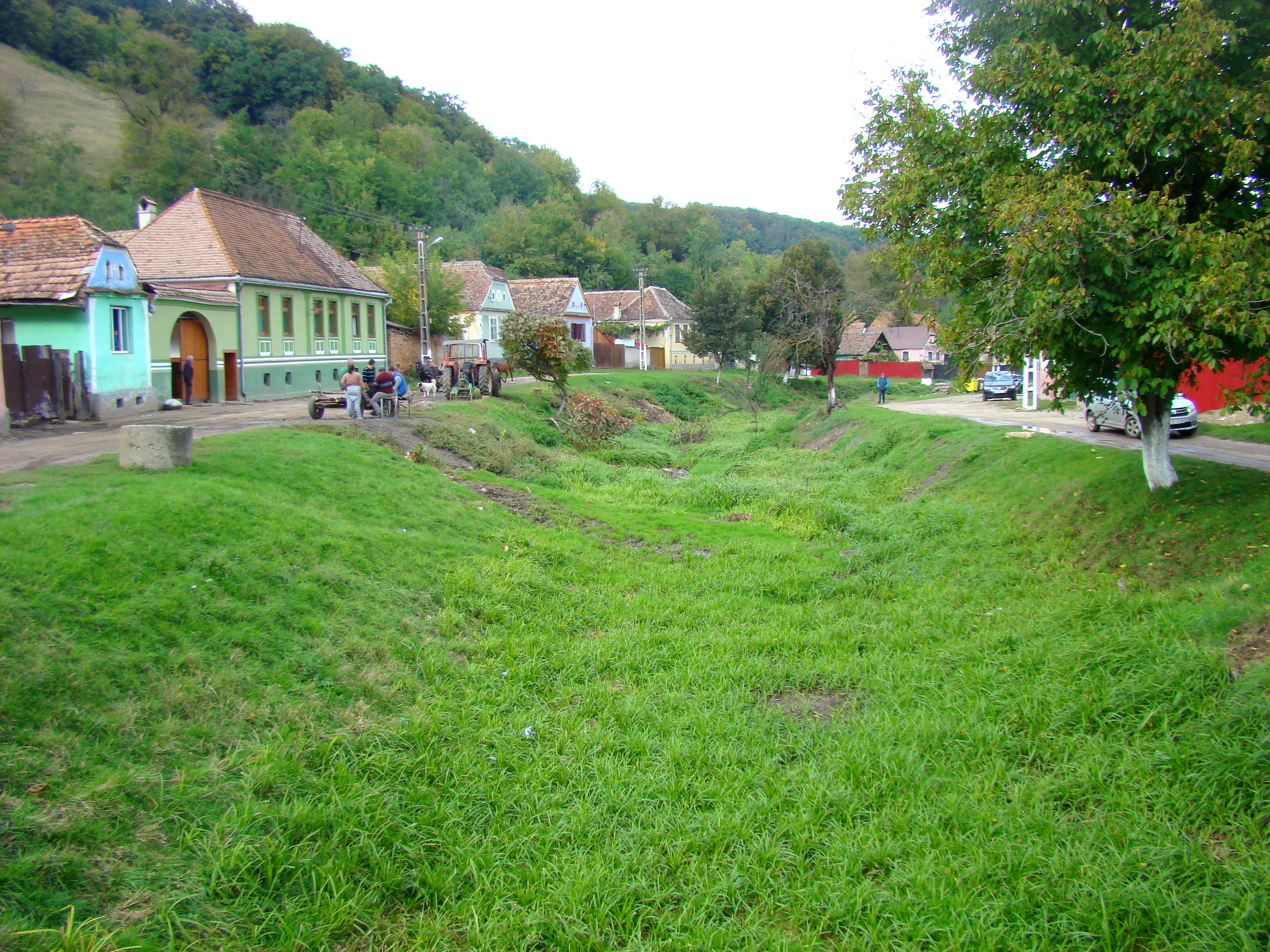
Florești
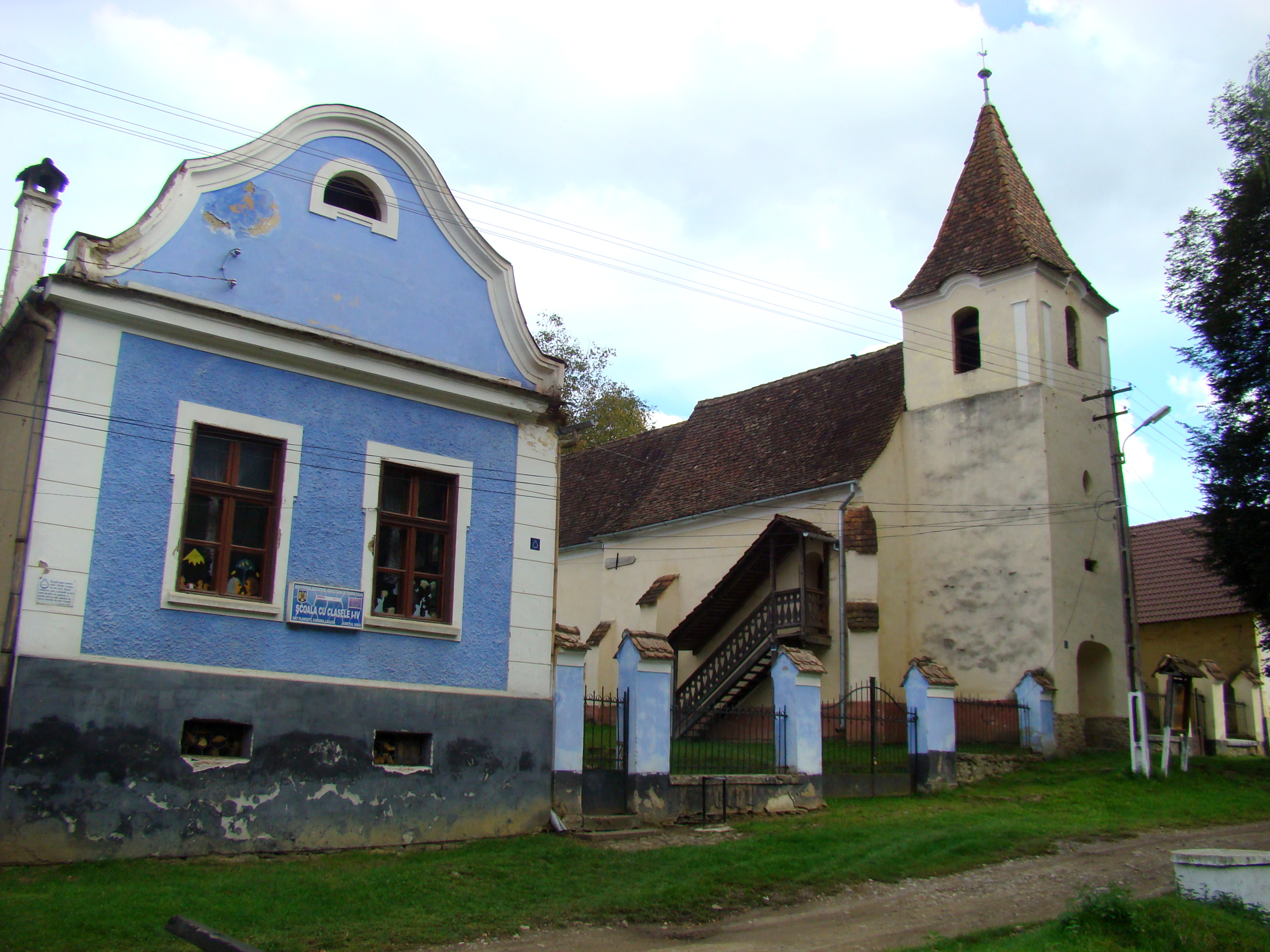
Biserica evanghelică din Florești și școala
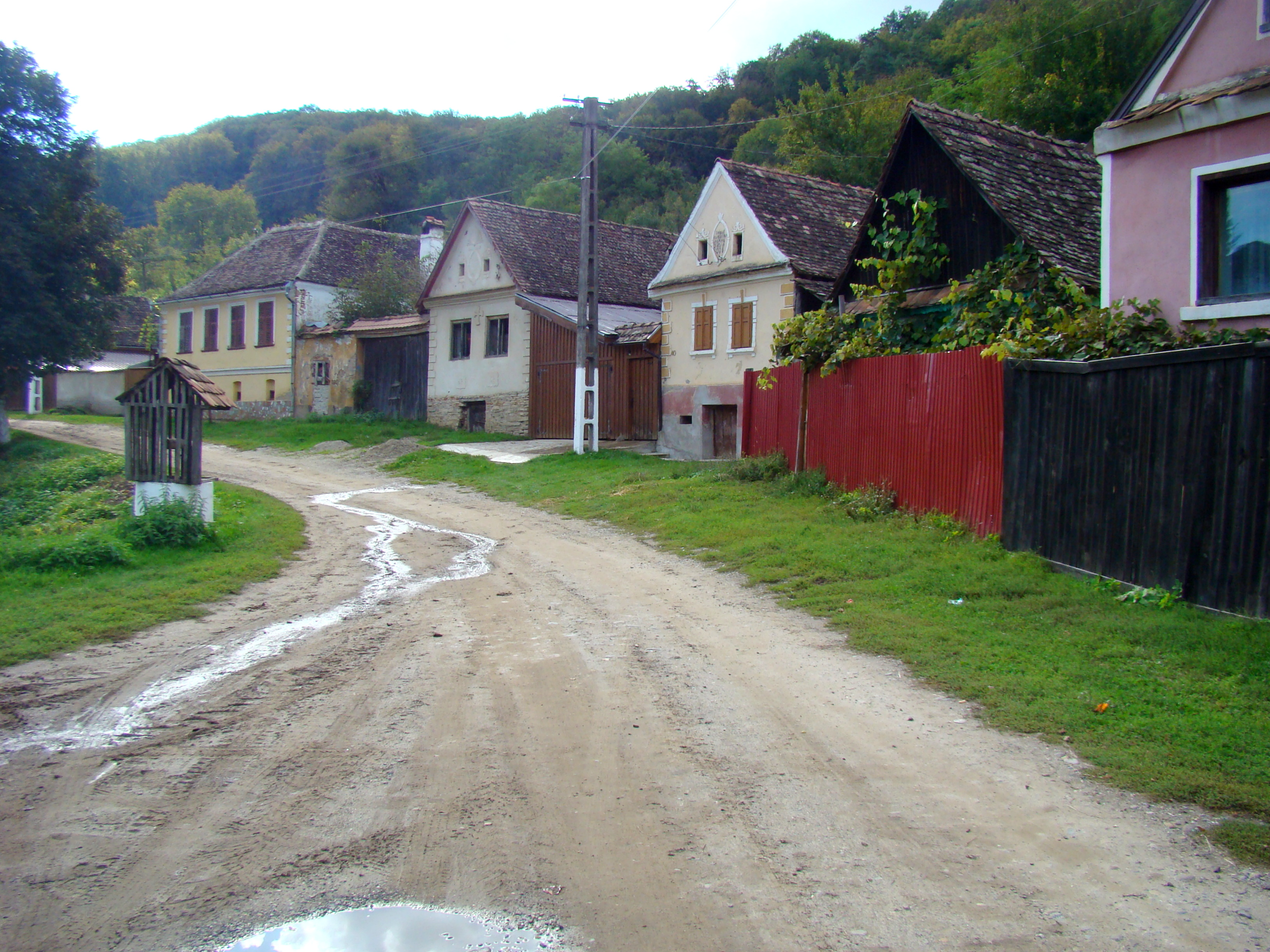
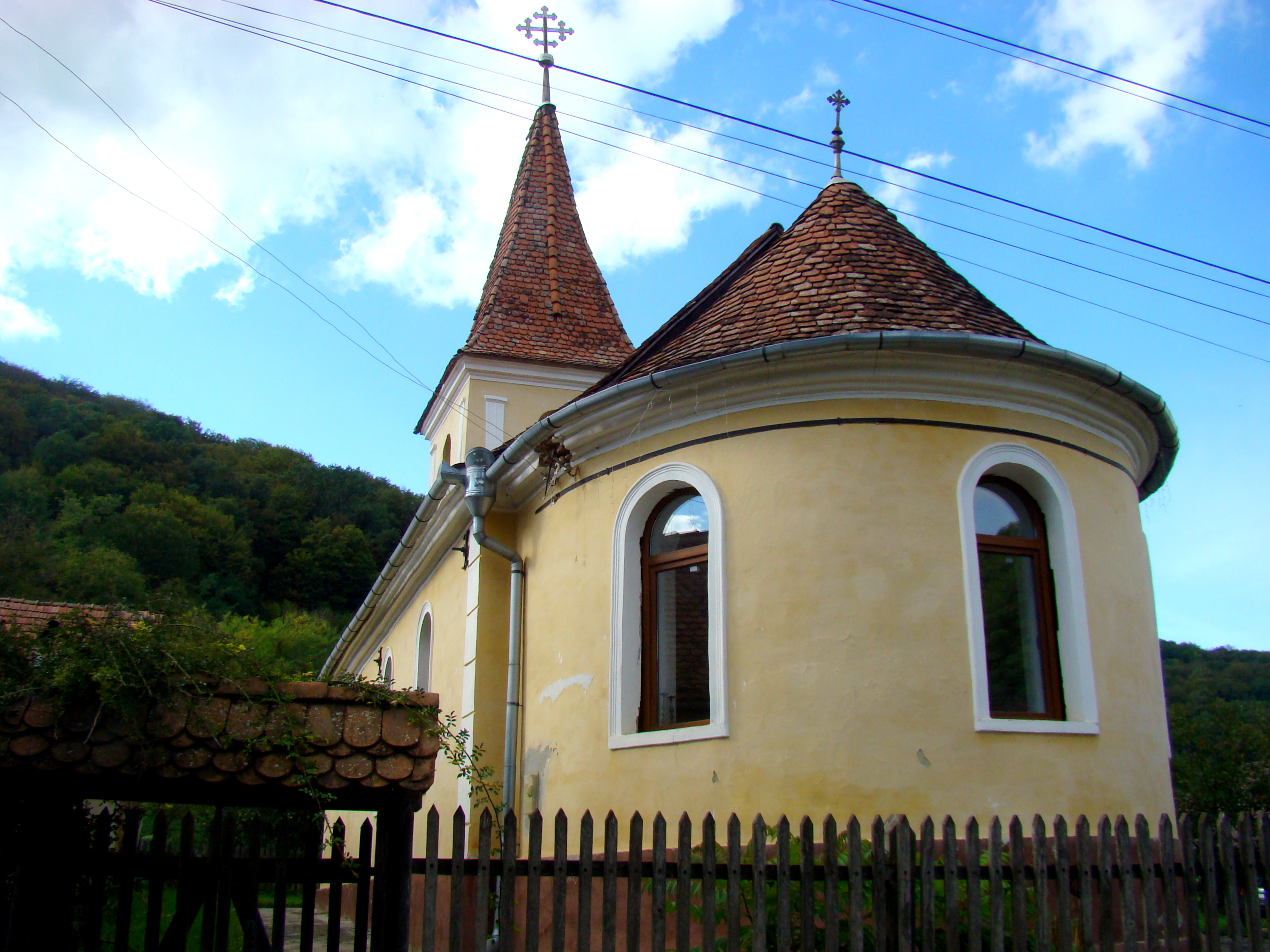
Biserica ortodoxă din Florești
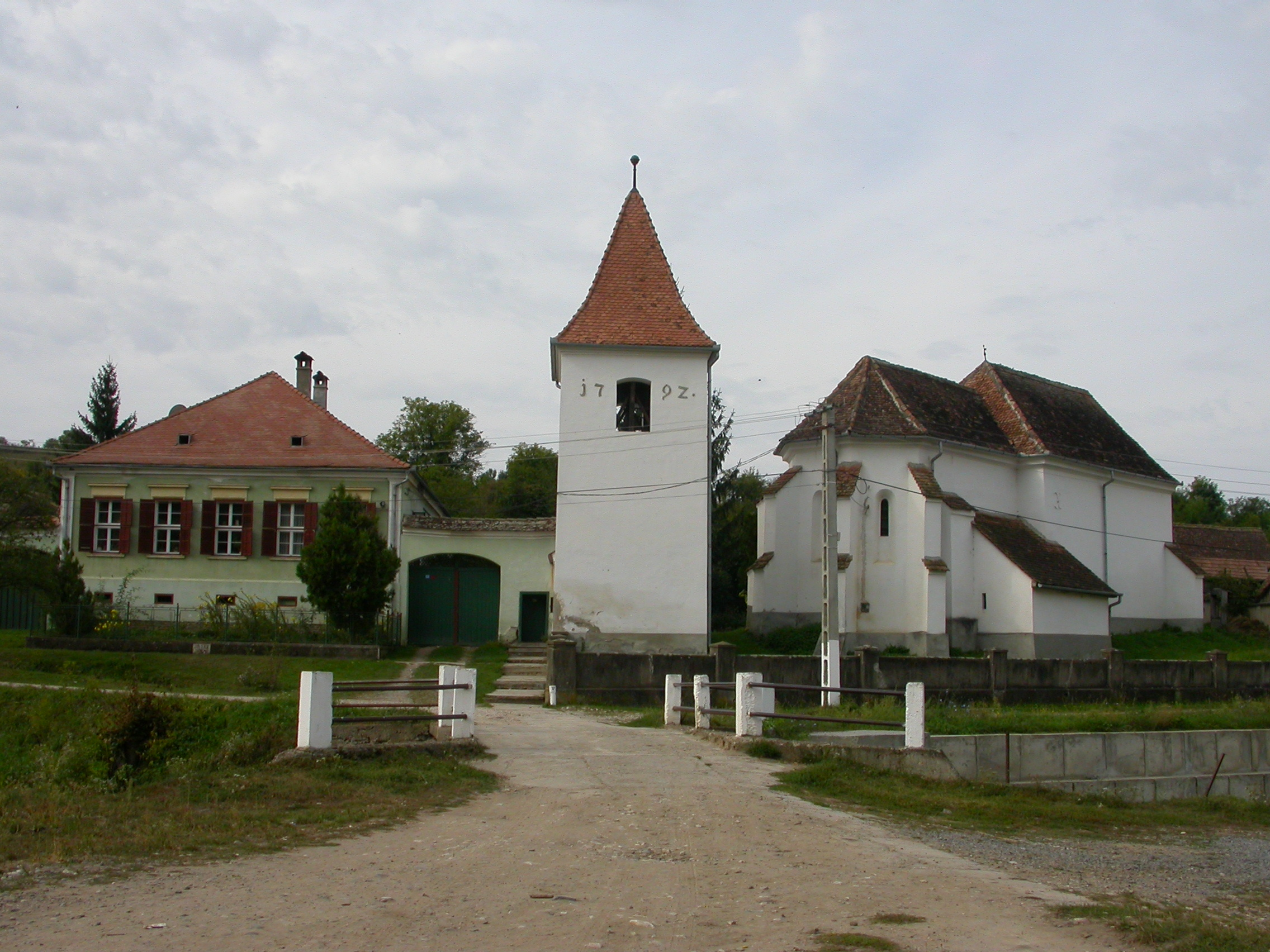
Roandola
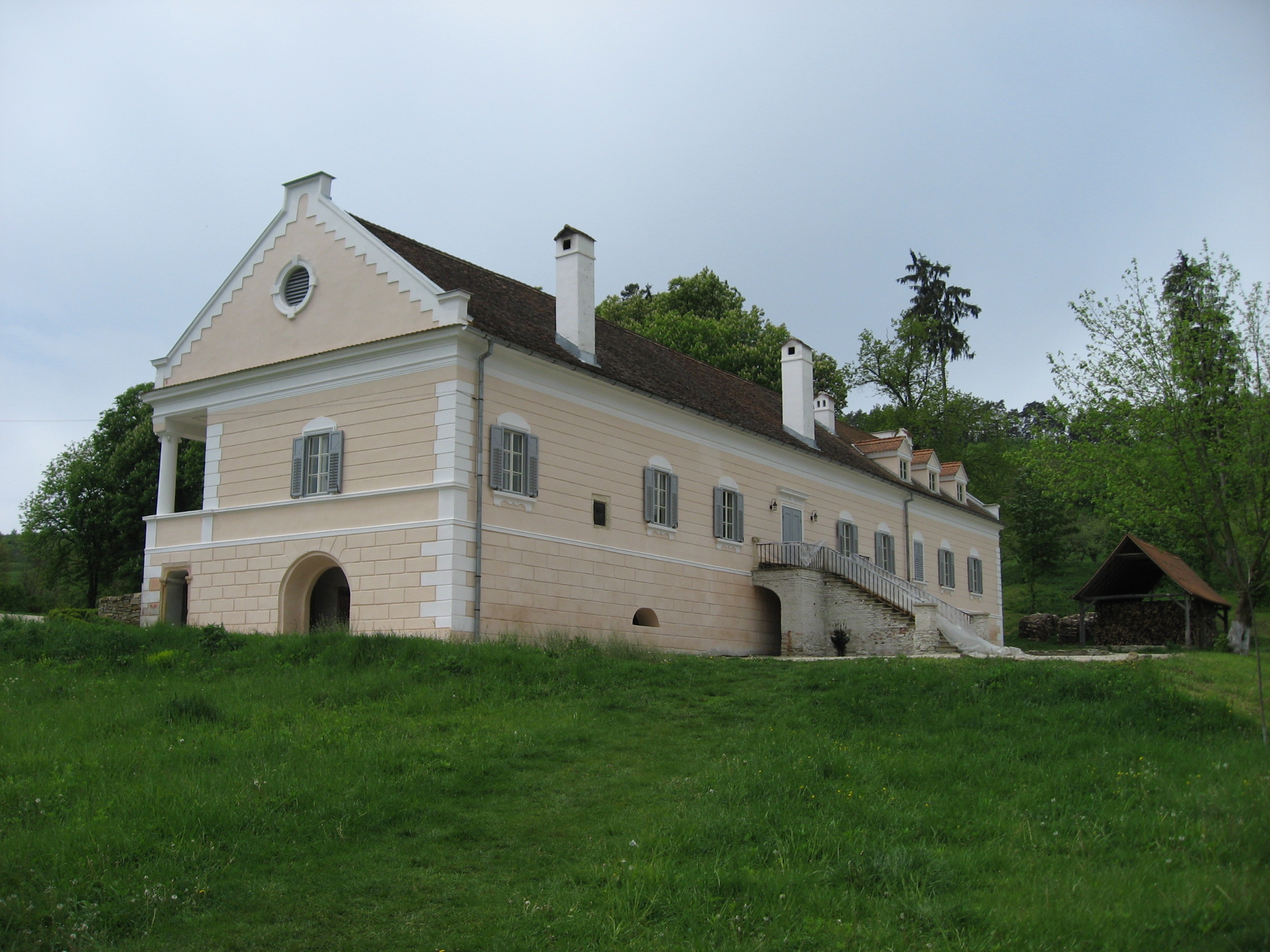
Conacul Apafi din Mălâncrav
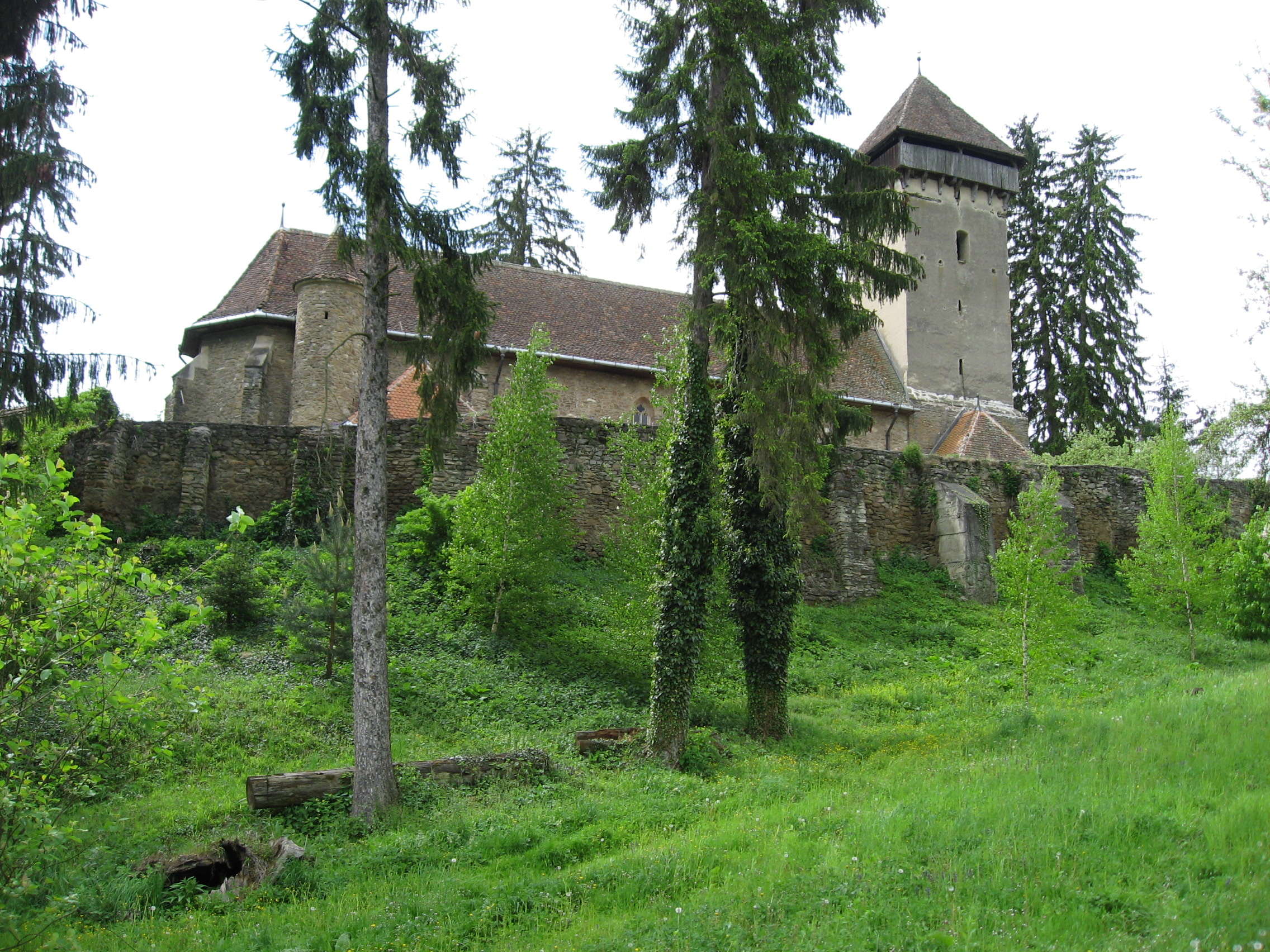
Biserica fortificată din Mălâncrav
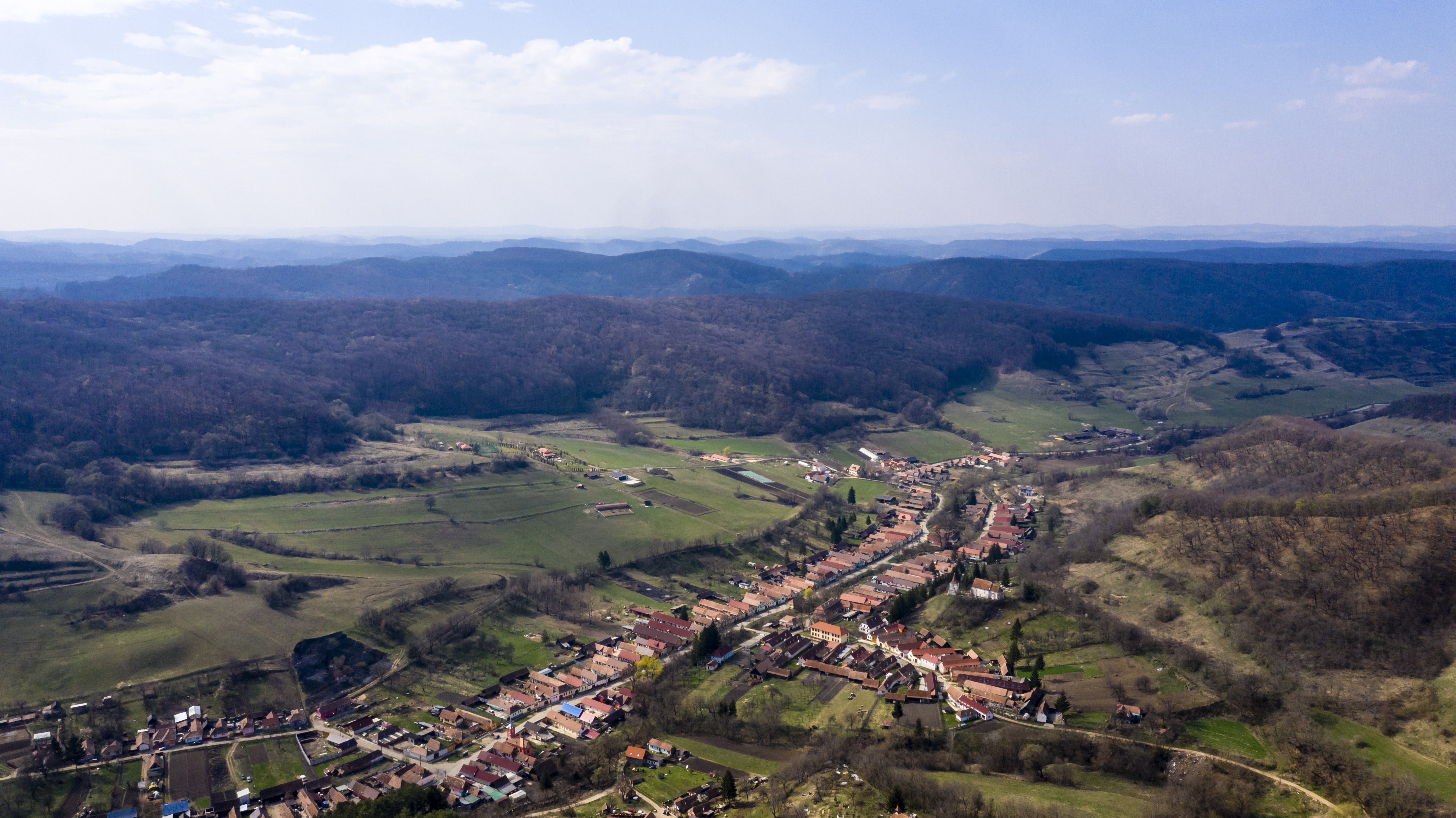
Nou Săsesc
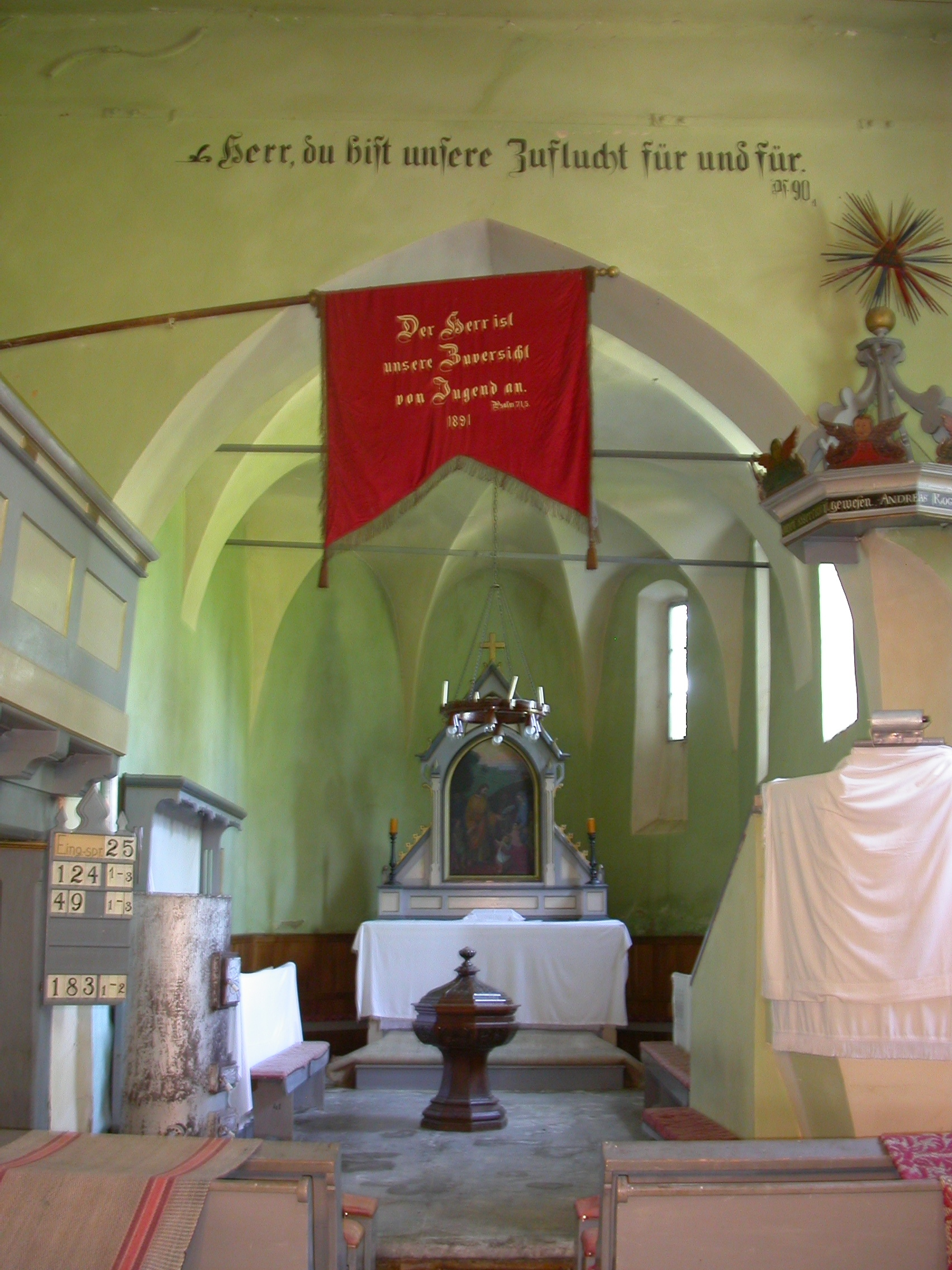
Biserica evanghelică